# Eois singularia
Eois singularia là một loài bướm đêm trong họ Geometridae.